# Emanuel Bertrand
Pour les articles homonymes, voir Bertrand.
Emanuel Bertrand est un historien des sciences et physicien français né à Toulouse le 2 juin 1973.

## Biographie
Diplômé de l'École nationale supérieure de chimie et de physique de Bordeaux (aujourd'hui ENSMAC) en 1997, Emanuel Bertrand a soutenu une thèse au Laboratoire de physique statistique (LPS) de l'École normale supérieure de Paris en 2000 sur les transitions de mouillage, sous la direction de Jacques Meunier et de Daniel Bonn, publiée en 2003 sous forme d'ouvrage préfacé par le prix Nobel de physique Pierre-Gilles de Gennes. En 2001, il a été lauréat du prix de thèse Ilya Prigogine pour la thermodynamique (première édition du prix), prix décerné tous les deux ans par le European Center for Advanced Studies in Thermodynamics (ECAST),.
Emanuel Bertrand a été conseiller municipal sur une liste d'union de la gauche à Rueil-Malmaison, de 2008 à 2012.

## Recherches et enseignements
Maître de conférences à l'École supérieure de physique et de chimie industrielles de la ville de Paris (ESPCI Paris – PSL) depuis 2003, il y a enseigné la physico-chimie des interfaces et des colloïdes, les mathématiques pour la physique, et la thermodynamique. Il a passé l'habilitation à diriger les recherches de l'université Pierre-et-Marie-Curie en 2007, avant d'opérer une reconversion thématique vers l'histoire des sciences en 2009. Chercheur au Centre Alexandre-Koyré de 2012 à 2023, il rejoint en 2024 le laboratoire SPHERE (Sciences, Philosophie, Histoire), affilié au CNRS, à l'Université Paris-Cité et à l'Université Panthéon-Sorbonne. Ses recherches portent notamment sur l'histoire de la science des matériaux, et de la physique des XIXe et XXe siècles : thermodynamique, mécanique quantique et physique statistique. Il travaille également sur l'histoire des pratiques et des politiques de l'interdisciplinarité, en particulier entre sciences de la nature et sciences humaines et sociales, et sur les interprétations philosophiques de la thermodynamique, par exemple via l'étude avancée de l'œuvre du physicien et prix Nobel de chimie Ilya Prigogine ainsi que de sa collaboration avec la philosophe belge Isabelle Stengers,. Il soutient en 2023 une seconde habilitation à diriger des recherches, à l'Université Paris Cité, avec l'historien de la physique Olivier Darrigol comme garant.
Il enseigne l’histoire, la philosophie, et la sociologie des sciences à l'ESPCI Paris – PSL, à l'université Paris Sciences et Lettres, et à l'Université Paris-Cité. Il est l'auteur de dizaines d'articles dans des revues à comité de lecture, et de plusieurs interventions dans les médias, notamment sur l'histoire de la thermodynamique,, sur l'économie de la science, et sur l'engagement politique des chercheurs. À l’occasion des Rendez-vous de l'Histoire de Blois en 2014, il a pris, avec plusieurs collègues, la défense du philosophe et historien Marcel Gauchet, qui était l’objet d'un appel au boycott de sa conférence inaugurale.

## Publications

### Ouvrages
- Transitions de mouillage : rôle des interactions entre interfaces (préface de Pierre-Gilles de Gennes), Paris, Éditions Publibook Université, 2003.
- Extension du domaine de la thermodynamique. Anatomie d’une controverse (préface de Peter Galison), Paris, Classiques Garnier, coll. « Philosophies contemporaines », 2023[23]. L'ouvrage a donné lieu à une interview radiophonique dans l'émission "Sciences Chrono" sur France Culture[19] et à plusieurs recensions dans des revues académiques[24],[25],[26], ou sur un site internet de vulgarisation de philosophie[27].

### Directions d'ouvrages collectifs
- Éditer l’histoire des sciences (France, XXe siècle). Entre sciences et sciences humaines (avec Wolf Feuerhahn et Valérie Tesnière), Villeurbanne, Presses de l’ENSSIB, coll. « Papiers », 2022[28]. Ce livre a été l'objet de plusieurs recensions[29],[30], dont une dans le journal Le Monde[31].
- Arpenter l’histoire des sciences. Témoignages de chercheurs français contemporains (avec Wolf Feuerhahn), Strasbourg, Presses Universitaires de Strasbourg, coll. « Histoire et philosophie des savoirs », 2023[32]. Ce livre a été l'objet de plusieurs recensions[33], dont une dans le journal Le Monde[31].